# حمية طاوية
ثمة العديد من المدارس التاريخية والحديثة في الطاوية، ومع وجود العديد من التعاليم حول هذا الموضوع، فيمكن القول أن العديد من كهنة الطاويين يعتبرون نظامهم الغذائي مهماً لأبعد الحدود العقلية والفيزيائية والروحانية بطريقة أو بأخرى، ولا سيما عند وضع كمية التشي بالطعام في عين الاعتبار.

## الصيام
بعض الأنظمة الطاوية للحمية الغذائية تدعى «بيجو» (بالصينية المبسطة: 辟谷، بالصينية التقليدية: 辟穀) وتعني «تجنب الحبوب»، وهي تعتمد على اعتقاد أن الخلود يتحقق من خلال هذه الطريقة.
وتقترح النصوص الطاوية القديمة للتايبنغجينغ (太平經) أن الافراد الذين وصلوا إلى حالة زيران (自然) للاكتمال لا يحتاجون للطعام على الإطلاق، ولكن بدلاً من ذلك يستطيعون دعم أنفسهم عن طريق نظام التشي الكوني الامتصاصي.

## النباتية
«كاي» (بالصينية: 菜) هي الكلمة الصينية للطعام أو الأطباق، فهي تعني في الأصل الخضروات الخضراء.
يعود فضل ابتكار طعام التوفو النباتي إلى أحد الطاويين. غالباً ما تشجع فرق ومؤلفات الطاوية الممارسين على أن يكونوا نباتيين لتقليل الأضرار المترتبة، لأن جميع أشكال الحياة تعدّ حَسَّاسة في الطاوية. ولكن تتراوح وتختلف مستويات القيود على الحميات الغذائية في الطاوية.